# فرکان (بوئین‌زهرا)
فرکان (بوئین‌زهرا)، روستایی از توابع بخش دشتابی شهرستان بوئین‌زهرا در استان قزوین ایران است.

## جمعیت
این روستا در دهستان دشتابی غربی قرار دارد و براساس سرشماری مرکز آمار ایران در سال ۱۳۸۵، جمعیت آن ۳۲ نفر (۸خانوار) بوده است.